# The Cab
The Cab é uma banda de rock americana de Las Vegas, Nevada. Seu primeiro álbum, Whisper War, foi lançado em 29 de abril de 2008. Na época, eram assinados por Fueled by Ramen e Decaydance Records. Eles foram chamado de "The Band You Need To Know 2008"(A Banda Que Você Precisa Conhecer em 2008) pela Alternative Press. Seu segundo álbum, Symphony Soldier, foi lançado em 23 de agosto de 2011, de forma independente, depois da banda deixar as gravadoras.

## Biografia
Os membros da banda Alex DeLeon e Cash Colligan primeiro começaram tocando juntos na escola, e gravaram demos como um dueto onde eles colocavam suas músicas no MySpace. Alex DeLeon perguntou ao baterista Alex Johnson (que está tocando em uma banda hardcore) para entrar no The Cab. Mais tarde em 2005, eles eram uma banda completa com guitarrista Paul Garcia, guitarrista/pianista Alex Marshall, e baterista Alex Johnson, e eles tocaram seu primeiro show em Las Vegas no Rock n' Java. A banda foi contratada por uma gravadora local chamada Olympus Records em Janeiro de 2006; no entanto, eles lançaram nenhum material na Olympus. Eles deram uma demo do Spencer Smith do Panic at the Disco em um show do Cobra Starship/Boys Like Girls/Cartel show, quem ajudaram eles a serem contratados pela Decaydance Records em maio de 2007. Brevemente depois disso, os membros da banda se formaram na escola. Durante esse tempo eles decidiram substituir Garcia com Ian Crawford, quem moveu para Washington para entrar na banda.
A revista Blender nomeou eles em 75º no Top 100 Hot Report em Setembro de 2007, antes deles tivessem lançado algum material. O grupo fez uma turnê com We the Kings, Metro Station, Cobra Starship, Charlotte Sometimes, Forever the Sickest Kids, e outros. Em Fevereiro de 2008, eles viajaram com uma van dentro de Wisconsin, mas nenhum membro da banda foi seriamente prejudicado, e eles somente lançaram uma data para a turnê. Em Março de 2008 a banda tocou no SXSW.
Seu primeiro álbum foi produzido por Matt Squire, Whisper War foi lançado em 29 de Abril de 2008, onde apresentava Brendon Urie do Panic At The Disco e Patrick Stump do Fall Out Boy em seu primeiro single fora do CD "One Of THOSE Nights", que foi escrita por Stump. O video para "One Of THOSE Nights" apresenta membros do Panic at the Disco e Pete Wentz e Patrick Stump do Fall Out Boy. Em 15 de Fevereiro de 2008, foi apresentada uma música para do álbum, "I'll Run", sendo ouvida mais de 300mil vezes na página da banda no MySpace. Em 30 de Outubro, seu terceiro single "Bounce", foi revelado em uma novo vídeo na página da gravadora Fueled by Ramen no Youtube.
Em 7 de maio de 2008, Whisper War estreou em 108º nas primeiras semanas de venda nos Estados Unidos, e foi nomeado número 1 na Top Heatseeker pelo Billboard.
The Cab começou a Dance Across the Country Tour com The Hush Sound, Steel Train & The Morning Light 7 de Julho em Pittsburgh, PA. Eles começaram a "Why So Serious? Tour" em setembro com as bandas This Providence, Hey Monday, e A Rocket To The Moon. Começando em Outubro, eles irão se juntar a Panic At The Disco, Dashboard Confessional, e Plain White T's na turnê Rock Band Live. Suas músicas "Bounce" e "One of THOSE Nights" são apresentadas como música de download no jogo Rock Band 2.

## Integrantes
- Alex DeLeon - vocal
- Alex Marshall - guitarra/piano
- Joey Thunder - baixo
- Dave Briggs - bateria
- Chantry - guitarrista

Antigos membros
- Bryan Dawson - guitarra/vocal
- Cash Colligan - baixo
- Ian Crawford - guitarra/vocal
- Paul Garcia - guitarra
- Andy Pugh - guitarra
- Jacob Velasquez - guitarra
- Kent Johnston - baixo

## Discografia
Álbuns
- Whisper War (2008)
- Symphony Soldier (2011)

EPs
- Glitz and Glamour (2007)
- Drunk Love (2006)
- The Lady Lucky (2009)
- Lock Me Up (2014)